# Stevioside
Stevioside is een natuurlijke zoetstof, gewonnen uit het blad van de stevia-plant (Stevia rebaudiana).
Stevioside heeft een sterke zoetkracht (tot 300 maal zo sterk als sacharose, oftewel 'gewone' suiker) en heeft nauwelijks calorieën, levert dus nagenoeg geen energie. Het is een van de componenten van de steviolglycosides, die sinds 2011 zijn toegestaan als zoetstof (E960) in de EU.